# Pac-12 Conference 2020 (pallavolo)
La Pac-12 Conference 2020 si è svolta dal 22 gennaio al 3 aprile 2021, a causa del rinvio del torneo dovuto alla pandemia di COVID-19 negli Stati Uniti d'America: al torneo hanno partecipato 12 squadre universitarie statunitensi e la vittoria finale è andata per la sesta volta alla Washington.

## Regolamento
È prevista una stagione regolare che vede le dodici formazioni impegnate disputare un totale di venti incontri ciascuna; parallelamente vengono disputati anche degli incontri extra-conference contro formazioni appartenenti ad altre conference o non affiliate ad alcuna di esse, dando vita a due classifiche separate una relativa alla Pac-12 Conference ed una totale.
- La squadra vincitrice della Pac-12 Conference si qualifica automaticamente al torneo NCAA, occupando uno dei 32 posti che spettano di diritto alle squadre vincitrici delle rispettive conference;
- Le altre squadre concorrono alla qualificazione al torneo NCAA attraverso la classifica totale, che assegna i restanti 32 posti alle migliori squadre, sulla base del rapporto tra vittorie e sconfitte, che non abbiano ottenuto la qualificazione automatica.

A seguito del diffondersi della pandemia di COVID-19 negli Stati Uniti d'America, data l'impossibilità di disputare il torneo nell'autunno 2020, la competizione si è svolta nella primavera 2021: dalla classifica totale sono stati assegnati solo altri 16 posti al torneo di NCAA Division I, disputatosi con 48 squadre invece delle abituali 64; nel rispetto del protocollo anti-COVID, numerosi incontri sono stati cancellati senza la possibilità di recuperarli in seguito.

## Squadre partecipanti
| Club                | Nickname     | Stagione | Città          | Stato      | Impianto               | Stagione precedente                                       |
| ------------------- | ------------ | -------- | -------------- | ---------- | ---------------------- | --------------------------------------------------------- |
| Arizona             | Wildcats     | Dettagli | Tucson         | Arizona    | McKale Memorial Center | 9ª in Pac-12 Conference                                   |
| Arizona State       | Sun Devils   | Dettagli | Tempe          | Arizona    | Wells Fargo Arena      | 8ª in Pac-12 Conference                                   |
| UC Berkeley         | Golden Bears | Dettagli | Berkeley       | California | Haas Pavilion          | 7ª in Pac-12 Conference                                   |
| UC Los Angeles      | Bruins       | Dettagli | Los Angeles    | California | Pauley Pavilion        | 4ª in Pac-12 Conference; Secondo turno in NCAA Division I |
| Colorado            | Buffaloes    | Dettagli | Boulder        | Colorado   | Coors Events Center    | 9ª in Pac-12 Conference                                   |
| Oregon              | Ducks        | Dettagli | Eugene         | Oregon     | Matthew Knight Arena   | 9ª in Pac-12 Conference                                   |
| Oregon State        | Beavers      | Dettagli | Corvallis      | Oregon     | Gill Coliseum          | 12ª in Pac-12 Conference                                  |
| Southern California | Trojans      | Dettagli | Los Angeles    | California | Galen Center           | 6ª in Pac-12 Conference; Secondo turno in NCAA Division I |
| Stanford            | Cardinal     | Dettagli | Stanford       | California | Maples Pavilion        | Vincitrice Pac-12 Conference; Vincitrice NCAA Division I  |
| Utah                | Utes         | Dettagli | Salt Lake City | Utah       | Jon M. Huntsman Center | 3ª in Pac-12 Conference; Sweet Sixteen in NCAA Division I |
| Washington          | Huskies      | Dettagli | Seattle        | Washington | Hec Edmundson Pavilion | 2ª in Pac-12 Conference; Elite Eight in NCAA Division I   |
| Washington State    | Cougars      | Dettagli | Pullman        | Washington | Bohler Gymnasium       | 5ª in Pac-12 Conference; Primo turno in NCAA Division I   |

## Torneo

### Regular season

#### Classifica
| Pos. | Squadra             | Conference | Conference | Conference | Conference | Overall | Overall | Overall | Overall |
| Pos. | Squadra             | Pt         | G          | V          | P          | Pt      | G       | V       | P       |
| ---- | ------------------- | ---------- | ---------- | ---------- | ---------- | ------- | ------- | ------- | ------- |
| 1.   | Washington          | .850       | 20         | 17         | 3          | .833    | 24      | 20      | 4       |
| 2.   | Oregon              | .778       | 18         | 14         | 4          | .750    | 20      | 15      | 5       |
| 3.   | Utah                | .765       | 17         | 13         | 4          | .722    | 18      | 13      | 5       |
| 4.   | Washington State    | .733       | 15         | 11         | 4          | .688    | 16      | 11      | 5       |
| 5.   | UC Los Angeles      | .700       | 20         | 14         | 6          | .682    | 22      | 15      | 7       |
| 6.   | Arizona             | .476       | 21         | 20         | 11         | .476    | 21      | 20      | 11      |
| 7.   | Southern California | .467       | 15         | 7          | 8          | .467    | 15      | 7       | 8       |
| 8.   | Colorado            | .400       | 20         | 8          | 12         | .400    | 20      | 8       | 12      |
| 9.   | Arizona State       | .300       | 20         | 6          | 14         | .300    | 20      | 6       | 14      |
| 10.  | Oregon State        | .278       | 18         | 5          | 13         | .278    | 18      | 5       | 13      |
| 11.  | Stanford            | .200       | 10         | 2          | 8          | .200    | 10      | 2       | 8       |
| 12.  | UC Berkeley         | .045       | 22         | 1          | 21         | .045    | 22      | 1       | 21      |

      In NCAA Division I come vincitrice di Conference
      In NCAA Division I attraverso la classifica totale

## Premi individuali
| Premio                   | Giocatrice          | Squadra             |
| ------------------------ | ------------------- | ------------------- |
| Player of the Year       | Danielle Barton     | Utah                |
| Freshman of the Year     | Sofía Maldonado     | Arizona             |
| Setter of the Year       | Ella May Powell     | Washington          |
| Libero of the Year       | Zoe Fleck           | UC Los Angeles      |
| Coach of the Year        | Keegan Cook         | Washington          |
| All-Pac-12 Team          | Caitlin Baird       | Stanford            |
| All-Pac-12 Team          | Brooke Botkin       | Southern California |
| All-Pac-12 Team          | Samantha Drechsel   | Washington          |
| All-Pac-12 Team          | Danielle Barton     | Utah                |
| All-Pac-12 Team          | Zoe Fleck           | UC Los Angeles      |
| All-Pac-12 Team          | Claire Hoffman      | Washington          |
| All-Pac-12 Team          | Magdaléna Jehlářová | Washington State    |
| All-Pac-12 Team          | Kenzie Koerber      | Utah                |
| All-Pac-12 Team          | Sofía Maldonado     | Arizona             |
| All-Pac-12 Team          | Grace Massey        | Oregon State        |
| All-Pac-12 Team          | MacKenzie May       | UC Los Angeles      |
| All-Pac-12 Team          | Ella May Powell     | Washington          |
| All-Pac-12 Team          | Élan McCall         | UC Los Angeles      |
| All-Pac-12 Team          | Gloria Mutiri       | Oregon              |
| All-Pac-12 Team          | Iman Ndiaye         | UC Los Angeles      |
| All-Pac-12 Team          | Brooke Nuneviller   | Oregon              |
| All-Pac-12 Team          | Hannah Pukis        | Washington State    |
| All-Pac-12 Team          | Pia Timmer          | Washington State    |
| Pac-12 All-Freshman Team | Caitlin Baird       | Stanford            |
| Pac-12 All-Freshman Team | Julianna Dalton     | Washington State    |
| Pac-12 All-Freshman Team | Madi Endsley        | Washington          |
| Pac-12 All-Freshman Team | Lydia Grote         | UC Berkeley         |
| Pac-12 All-Freshman Team | Marta Levinska      | Arizona State       |
| Pac-12 All-Freshman Team | Sofía Maldonado     | Arizona             |
| Pac-12 All-Freshman Team | Iman Ndiaye         | UC Los Angeles      |

## Classifica finale
| Pos | Squadra             | Qualificazione       |
| --- | ------------------- | -------------------- |
| 1   | Washington          | NCAA Division I 2020 |
| 2   | Oregon              | NCAA Division I 2020 |
| 3   | Utah                | NCAA Division I 2020 |
| 4   | Washington State    | NCAA Division I 2020 |
| 5   | UC Los Angeles      | NCAA Division I 2020 |
| 6   | Arizona             |                      |
| 7   | Southern California |                      |
| 8   | Colorado            |                      |
| 9   | Arizona State       |                      |
| 10  | Oregon State        |                      |
| 11  | Stanford            |                      |
| 12  | UC Berkeley         |                      |